# Lac Eleanor
Le lac Eleanor (en anglais : Lake Eleanor) est un lac de barrage américain dans le comté de Tuolumne, en Californie. Il est situé à 1 421 mètres d'altitude dans le parc national de Yosemite.
Sur sa rive sud se tient la Frog Creek Cabin, une cabane inscrite au Registre national des lieux historiques depuis le 18 juillet 2014.